# Großhansl
Großhansl är en bergstopp i Österrike.   Den ligger i distriktet Murau och förbundslandet Steiermark, i den centrala delen av landet, 190 km sydväst om huvudstaden Wien. Toppen på Großhansl är 2 238 meter över havet.
Terrängen runt Großhansl är kuperad åt sydost, men åt nordväst är den bergig. Runt Großhansl är det ganska glesbefolkat, med 22 invånare per kvadratkilometer.. Närmaste större samhälle är Bretstein, 11,4 km öster om Großhansl. 
I omgivningarna runt Großhansl växer i huvudsak blandskog.